# Военна терминология
Военна терминология – формализирана система от установени военни термини (думи, словосъчетания и т.н.), всеки от които има строго определено значение с ясно очертани рамки за иаползването му и научна обосновка. Най-пълно и широко военната терминология е представена във ведомствените и подведомствените нормативни документи, законодателните актове, а също и във военните енциклопедии. Елемените на военната терминология представляват основата на военната лексика, която за разлика от официалната военна терминология може да включва и нейните неофициални еквиваленти (например: „броня“ вместо думите „танк“, „БТР“, „БМП“, „самоходка“ вместо „самоходно оръдие“ и т.н.).
Като правило, обхващайки всички отрасли на военното дело, военната терминология се стреми да съответства на съвременното ниво на развитие на научната мисъл и да отразява цялото многообразние от военни понятия, заложени в действащите устави и официални документи. Еволюцията на военното дело, свързана с достиженията в научно-техническия прогрес, вносят във военната терминология нови термини, изваждайки от нея старите, или модифицира честотата на използване на наличните. Военната терминология нерядко се попълва и за сметка на ежедневната лексика, чрез заимстване от други области на знанието или други езици, тя може да се регулира от законодателните нововъведения на нови и/или отмяната на остарели понятия.
В съвременните условия много внимание се отделя на унификацията на военната терминология както в мащабите на армиите на отделните страни, така и в мащабите на въоръжените сили на наднационалните организации (военно-политически съюзи). За това военните министерства и силовите ведомства в много страни периодически публикуват специализирана справочна литература.